# 马尔特鲁瓦
马尔特鲁瓦（法語：Martrois，法語發音：[maʁtʁwa]）是法国科多尔省的一个市镇，属于博讷区。

## 地理
马尔特鲁瓦（47°18'39"N, 4°32'13"E）面积7.59 平方千米，位于法国勃艮第-弗朗什-孔泰大區科多尔省，该省份为法国中东部省份，北起奥布省，西接涅夫勒省和约讷省，南至索恩-卢瓦尔省，东南接汝拉省，东临上索恩省，东北部与上马恩省接壤。
与马尔特鲁瓦接壤的市镇（或旧市镇、城区）包括：布里奥讷河畔苏塞、贝勒诺苏普伊、埃吉伊、锡夫里昂蒙塔涅、格罗布瓦昂蒙塔涅。

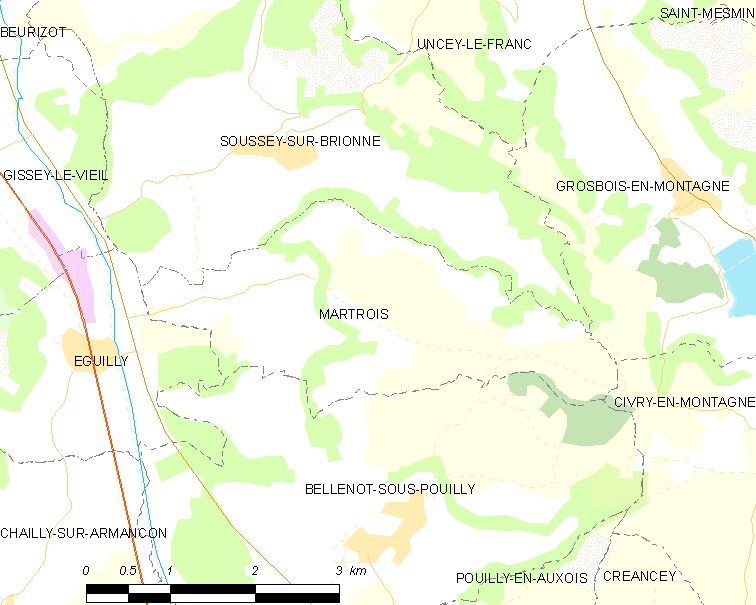
马尔特鲁瓦的OSM定位图

马尔特鲁瓦的时区为UTC+01:00、UTC+02:00（夏令时）。

## 行政
马尔特鲁瓦的邮政编码为21320，INSEE市镇编码为21392。

## 政治
马尔特鲁瓦所属的省级选区为阿尔奈勒迪克县。

## 人口

1962-2008年间马尔特鲁瓦人口变化图示

马尔特鲁瓦于2022年1月1日时的人口数量为61人。